# Blanca Varela
Blanca Leonor Varela Gonzales (* 10. August 1926 in Lima; † 12. März 2009 ebenda) war eine peruanische Dichterin. Sie wird der peruanischen Generación del 50 zugerechnet, die die Modernisierung der Literatur im Peru der 1950er Jahre gestaltete, und gilt als eine der wichtigsten Vertreterinnen des poetischen Genres in Lateinamerika.

## Leben
Varela wuchs in Supe Puerto auf. Sie begann 1943 ein Studium der Literatur und Pädagogik  an der Universidad Nacional Mayor de San Marcos in Lima. An dieser Universität lernte sie unter anderen Sebastián Salazar Bondy, Javier Sologuren, Jorge Eduardo Eielson und den Maler Fernando de Szyszlo kennen.
1947 begann er, für die von Emilio Adolfo Westphalen herausgegebene Zeitschrift Las Moradas zu schreiben. Nach ihrer Heirat mit Szyszlo zog sie 1949 nach Paris, wo sie mehrere Jahre lebte und die französische existenzialistische Bewegung und andere ästhetische Positionen der Nachkriegszeit kennenlernte. Aus dieser Zeit stammen Bekanntschaften mit Jean-Paul Sartre, Simone de Beauvoir, Henri Michaux, Alberto Giacometti, Fernand Léger, José Tamayo oder Carlos Martínez Rivas.
Danach lebte sie erst in Florenz und dann in Washington, D.C., wo sie sich Übersetzungen und gelegentlichen journalistischen Arbeiten widmete. 1962 kehrte sie nach Lima zurück, um sich dauerhaft niederzulassen. Wenn sie reiste, dann hauptsächlich in die Vereinigten Staaten, nach Spanien oder Frankreich.
1959 veröffentlichte sie auf Drängen des mexikanischen Schriftstellers Octavio Paz ihren ersten Gedichtband unter dem Titel Ese puerto existe (1959), mit einem Prolog von Paz selbst. In diesem Buch finden sich auch Gedichte mit surrealistischem Einfluss, die Varela in späteren Ausgaben unterdrückte. Getreu einer gewissen moralischen Strenge und ästhetischen Askese weigerte sie sich, neue formale Ansätze auszuprobieren oder die Codes einer Nichtbezeichnung zu akzeptieren, denn sie verstand ihre Poesie als kommunikative Poesie.

„Su poesía no explica ni razona. Sie ist auch keine Vertrauensfrage. Es un signo, un conjunto frente, contra y hacia el mundo, una piedra negra tatuada por el fuego y la sal, el amor, el tiempo, la soledad.“

„Ihre Poesie erklärt und begründet nicht. Es ist auch kein Vertrauen. Sie ist ein Zeichen, ein Ganzes vor, gegen und mit der Welt, ein schwarzer Stein, tätowiert von Feuer und Salz, Liebe, Zeit, Einsamkeit.“

Ihre Arbeiten wurden international bekannt und einige ihrer Werke ins Deutsche, Französische, Englische, Italienische, Portugiesische und Russische übersetzt. Varela gab in der Regel keine Interviews, und ihre öffentlichen Auftritte waren eher selten und diskret.
Von 1977 bis 1979 war Varela Generalsekretärin des peruanischen Zweigs des PEN International und nahm in dieser Funktion an den Kongressen in Hamburg (1977), Stockholm (1978) und Rio de Janeiro (1979) teil.
Außerdem vertrat sie von 1974 bis 1997 den Fondo de Cultura Económica (FCE) in Peru, über den sie auch mehrere Werke publizierte.
1996 kam ihr Sohn Lorenzo de Szyszlo bei dem Flugzeugabsturz in der Nähe von Arequipa ums Leben, ein Ereignis, das Varela und ihre Poesie nachhaltig prägte.
Varela erhielt zahlreiche Preise, unter anderem erhielt sie die Ehrenmedaille des Instituto Nacional de Cultura del Perú, des nationalen Kulturinstituts Perus. Im Jahr 2001 wurde sie mit dem Premio Internacional de Poesía y Ensayo Octavio Paz der mexikanischen Stiftung der Freund Octavio Paz’ ausgezeichnet. Im Oktober 2006 gewann sie als erste Frau den Premio Internacional de Poesía Federico García Lorca des spanischen Centro Federico García Lorca. 2007 erhielt sie den von der Universität Salamanca und vom Patrimonio Nacional vergebenen Premio Reina Sofía de Poesía Iberoamericana für ihr Werk Aunque cueste la noche.
Varela starb am 12. März 2009 in Lima im Alter von 82 Jahren. Ihr Leichnam wurde eingeäschert und die Asche in der Bucht von Paracas im Meer verstreut.
Posthum verlieh peruanische Ministerio de la Mujer y Poblaciones Vulnerables Blanca Varela und 24 weiteren peruanischen Frauen per Dekret am Weltfrauentag 8. März 2022 den Orden al Mérito de la Mujer, da sie sich durch ihren Einsatz für die Verteidigung der Rechte der Frauen und die Förderung der Gleichstellung der Geschlechter ausgezeichnet hätten. Varela wurde insbesondere für ihren „Beitrag zur Entwicklung der Literatur und zur Beseitigung von Hindernissen für die Gleichstellung der Geschlechter“ gewürdigt.

## Werke
- Ese puerto existe (mit einem Vorwort von Octavio Paz). Universidad Veracruzana, Xalapa 1959.
- Luz de día. Ediciones de La Rama Florida, Lima 1963.
- Valses y otras falsas confesiones.Instituto Nacional de Cultura, Lima 1972.
- Canto villano. Ediciones Arybalo, Lima 1978.
- Canto villano (Poesía reunida, 1949–1983) (mit einem Vorwort von Roberto Paoli). Fondo de Cultura Económica, Mexiko-Stadt 1986.
- Camino a Babel (Antología) (mit einem Vorwort von Javier Sologuren). Municipalidad de Lima Metropolitana, Lima 1986.
- Ejercicios materiales. Jaime Campodónico editor, Lima 1993.
- El libro de barro. Ediciones del Tapìr, Madrid 1993.
- Poesía escogida 1949–1991 (mit einem Vorwort von Jonio González). Icaria Editorial, Barcelona 1993.
- Canto villano (Poesía reunida, 1949–1994)  (erweiterte Auflage, mit einem Vorwort von Octavio Paz, Roberto Paoli und Adolfo Castañón). Fondo de Cultura Económica, Mexiko-Stadt 1996.
- Como Dios en la nada (Antología 1949–1998) (mit einem Vorwort von José Méndez). Visor Libros, Madrid 1999.
- Concierto animal. Pre-Textos/PEISA, Valencia, Lima 1999.
- Donde todo termina abre las alas (Poesía reunida, 1949–2000) (mit einem Vorwort von Adolfo Castañón und einem Nachwort von Antonio Gamoneda). Galaxia Gutemberrg/Círculo de Lectores, Barcelona 2001.
- Poesía reunida, 1949–2000(mit einem Nachwort von Ana María Gazzolo und Giovanna Pollarolo). Casa de cuervos/Sur librería anticuaria, Lima 2016.